# Lelaps pulchricornis
Lelaps pulchricornis är en stekelart som beskrevs av Walker 1843. Lelaps pulchricornis ingår i släktet Lelaps och familjen puppglanssteklar. Inga underarter finns listade i Catalogue of Life.